# United Airlines
United Airlines – jedna z czterech największych linii lotniczych Stanów Zjednoczonych, z siedzibą w Chicago w stanie Illinois, z centrum operacyjnym w Willis Tower. Jest głównym podmiotem w United Airlines Holdings. Głównym węzłem lotniczym linii jest port lotniczy Chicago-O’Hare. W 2023 linia przewiozła blisko 165 mln pasażerów, co jest wzrostem rok do roku o 9%.
Od 1997 United Airlines jest członkiem założycielem sojuszu linii lotniczych Star Alliance.

## Historia

### Przed II wojną światową
United Airlines są jednymi z najstarszych linii lotniczych w Stanach Zjednoczonych. Zostały założone 6 kwietnia 1926 pod nazwą Boeing Air Transport. W pierwszych latach istnienia linie przewoziły głównie pocztę, dopiero w 1930 zaczęły przewozić również pasażerów. Po połączeniu z Varney Air Lines z Boise, utworzyły linie lotnicze United Air Lines, wchodzące w skład holdingu United Aircraft and Transport Corporation. Do obsługi pasażerów linie Boeing Air Transport wynajęły pielęgniarkę Ellen Church, która była pierwszą stewardesą. Połączenia pocztowe były wykonywane z Nowego Jorku do San Francisco przez Chicago i Salt Lake City. Porty lotnicze Chicago i San Francisco, a potem również Denver i Waszyngton stały się węzłami linii United i są nimi do dzisiaj.
W nocy 11 października 1933 podczas lotu eksplodował Boeing 247 i rozbił się w pobliżu Chesterton w stanie Indiana, zabijając 7 osób na pokładzie. Dochodzenie wykazało, że eksplozja była wynikiem wybuchu bomby nitroglicerynowej umieszczonej w luku bagażowym. W 1934 wprowadzono prawo konkurencji zakazujące łączenia produkcji samolotów i prowadzenia linii lotniczych, co zmusiło do podzielenia United Aircraft and Transport Corporation na trzy przedsiębiorstwa: United Airlines, United Aircraft Corporation (obecnie United Technologies) i Boeing Airplane Company (obecnie Boeing Company).
Podczas II wojny światowej wiele wyszkolonych załóg z United Airlines brało udział w pilotowaniu bombowców, dowożenia poczty czy innych walk wojennych.

### Po II wojnie światowej

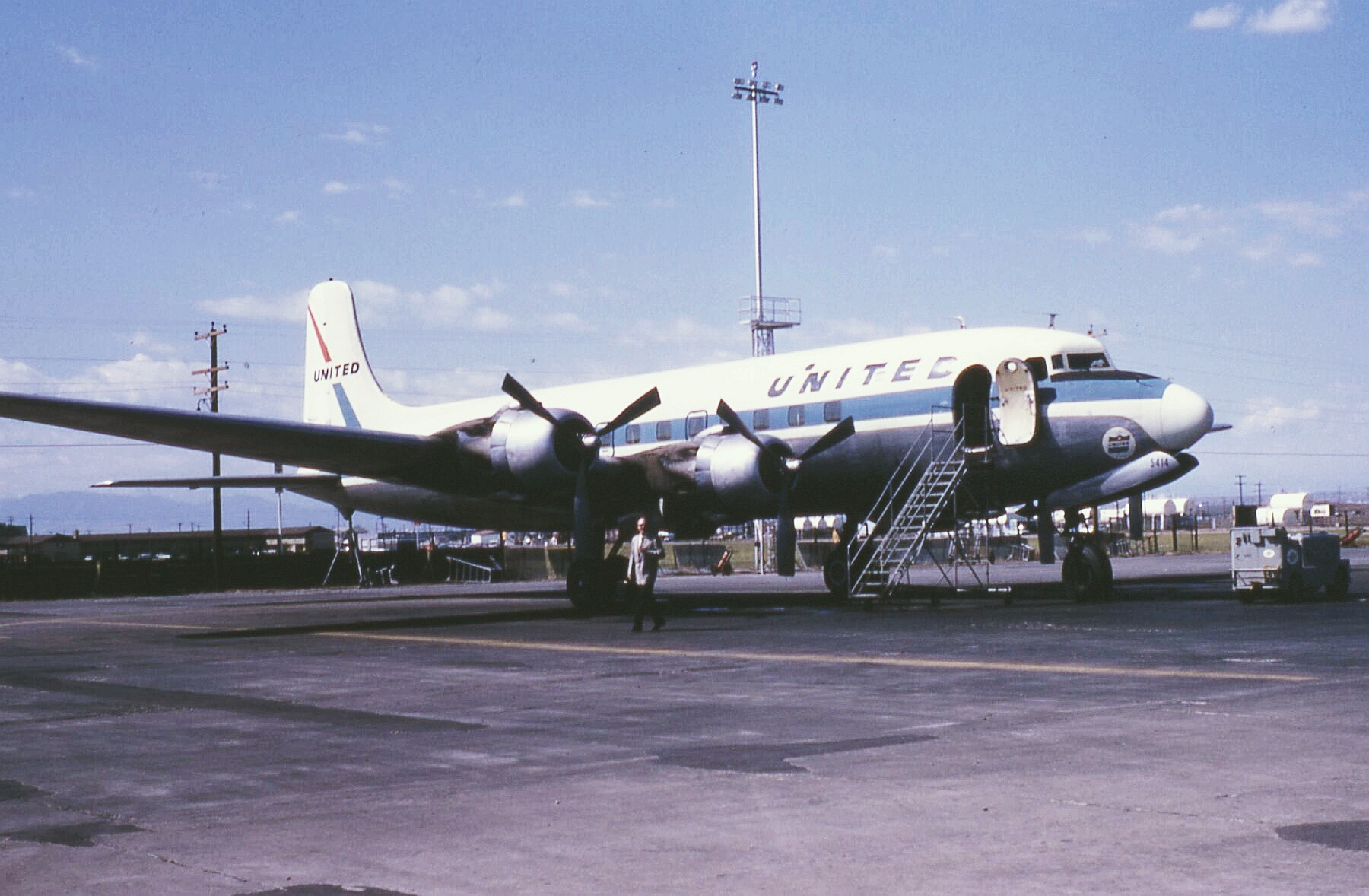
Douglas DC-6 na lotnisku w Denver

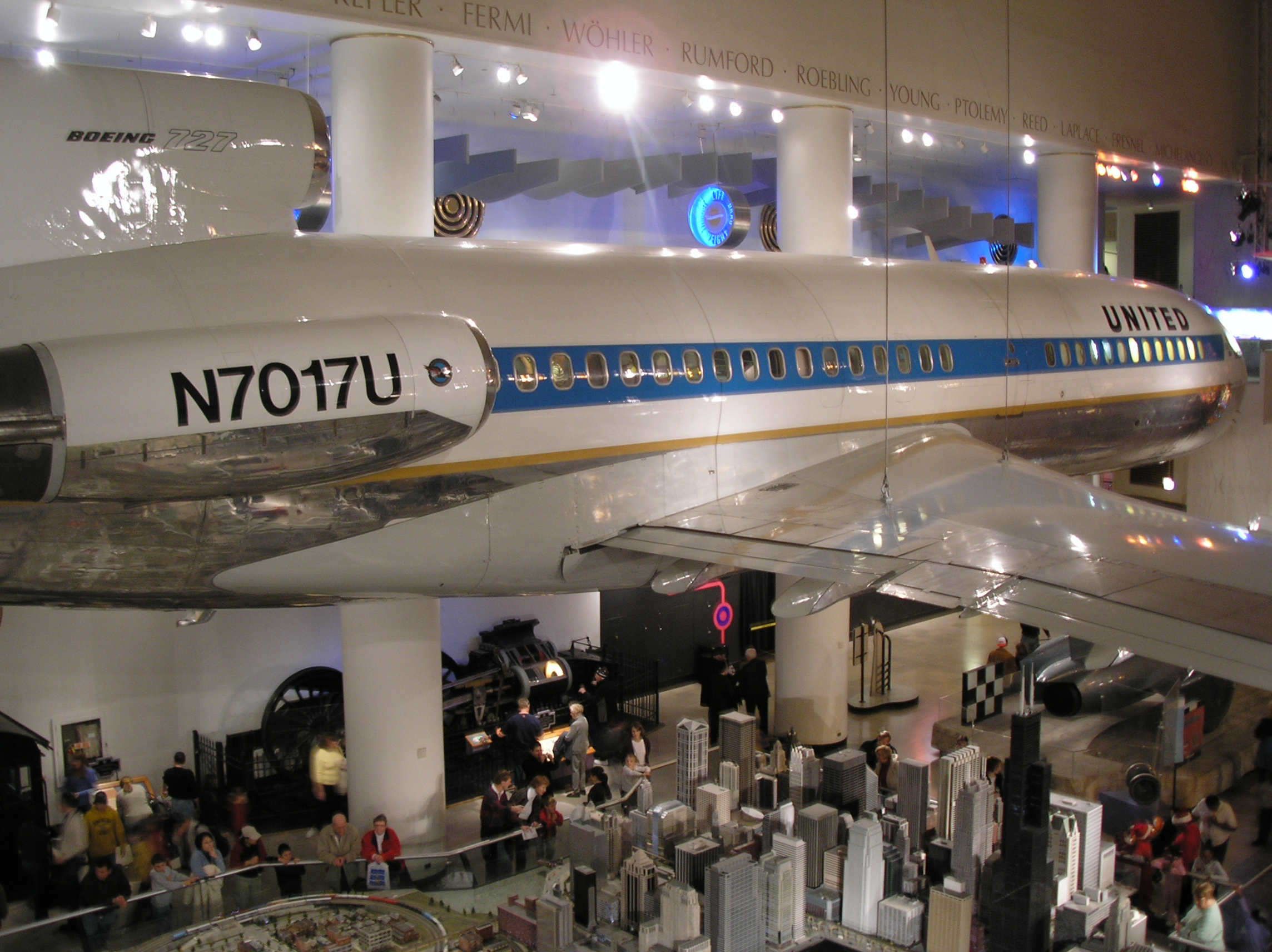
Boeing 727 w Muzeum w Chicago

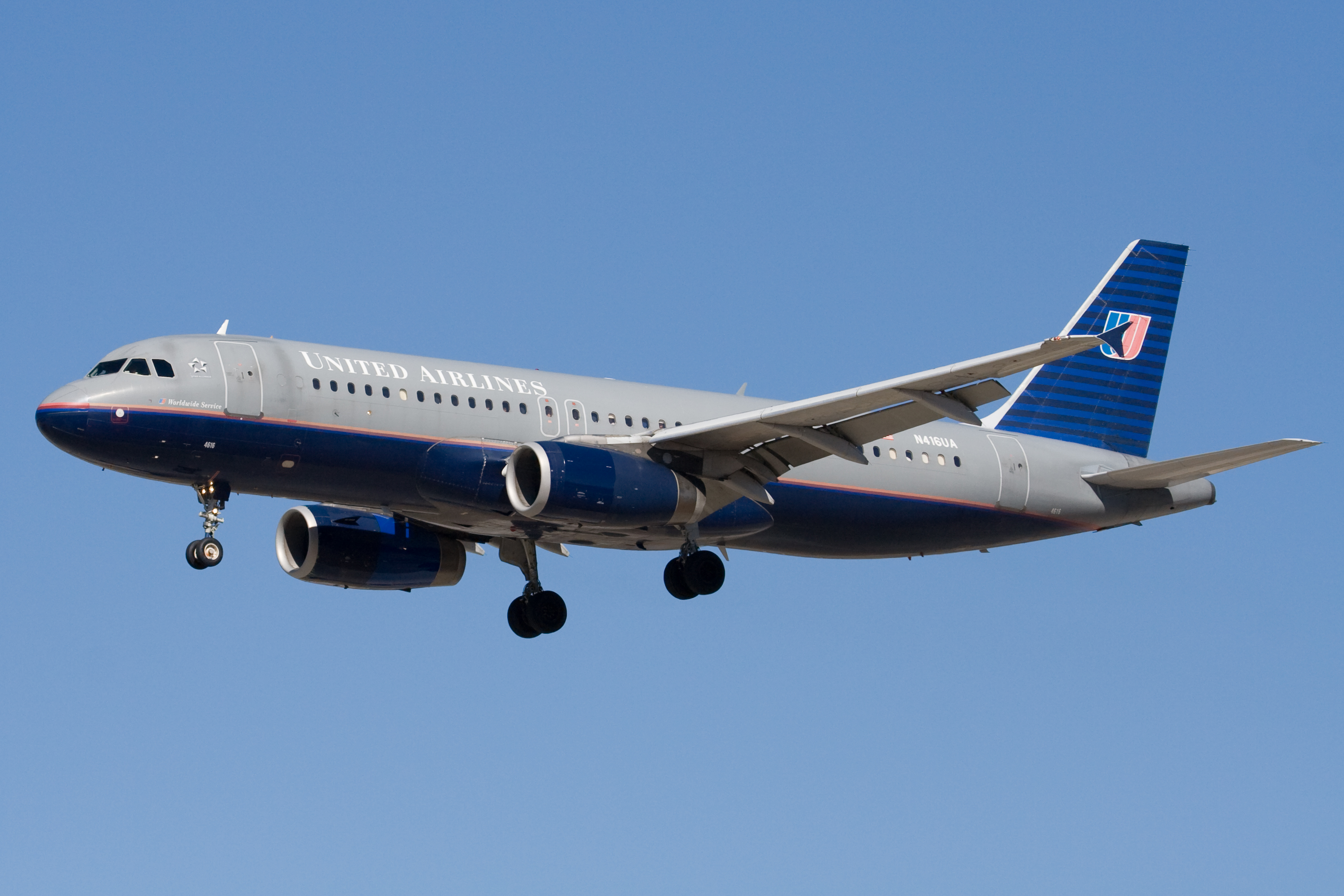
Airbus A320 United Airlines

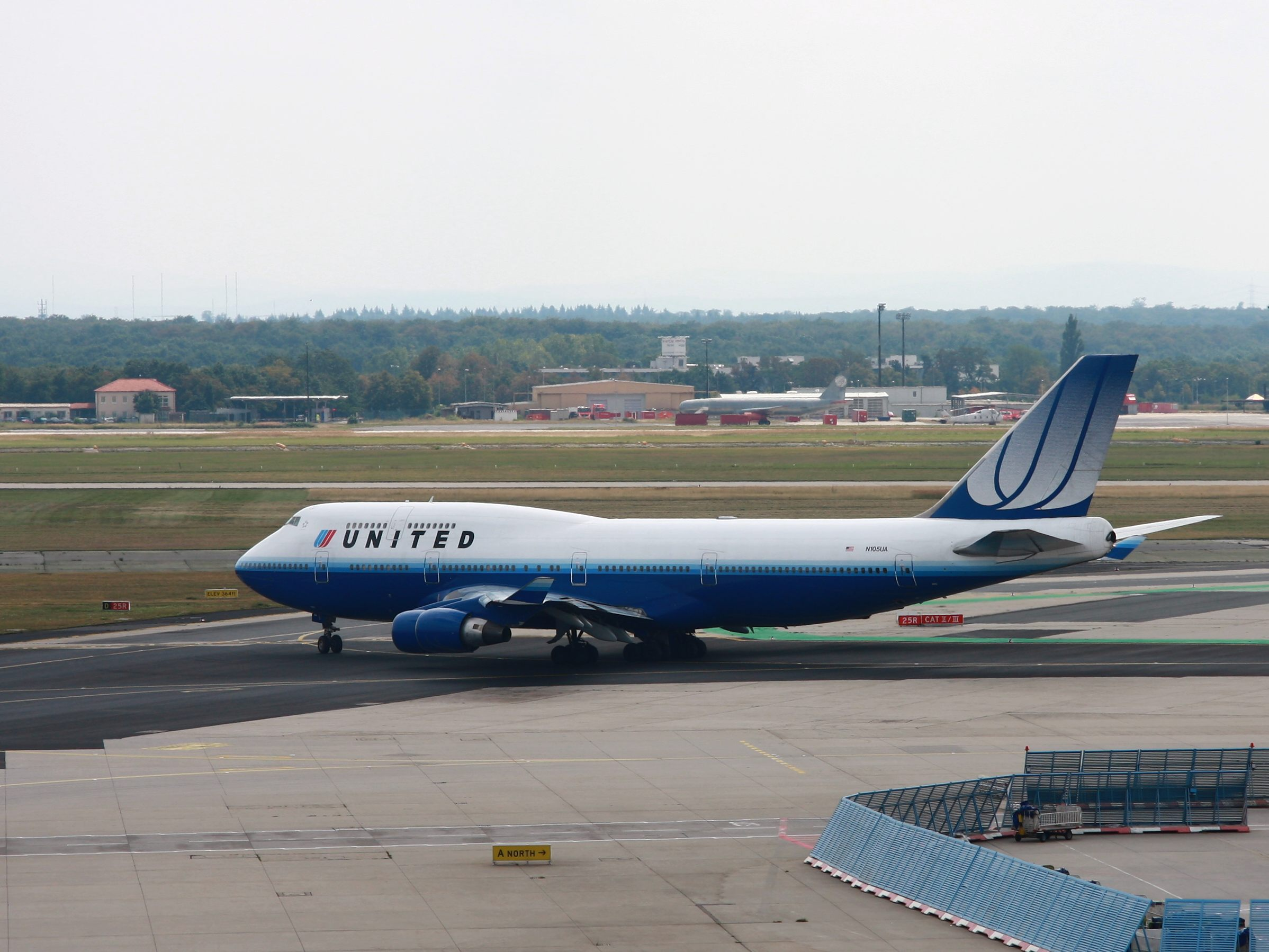
Boeing 747-400 na lotnisku we Frankfurcie

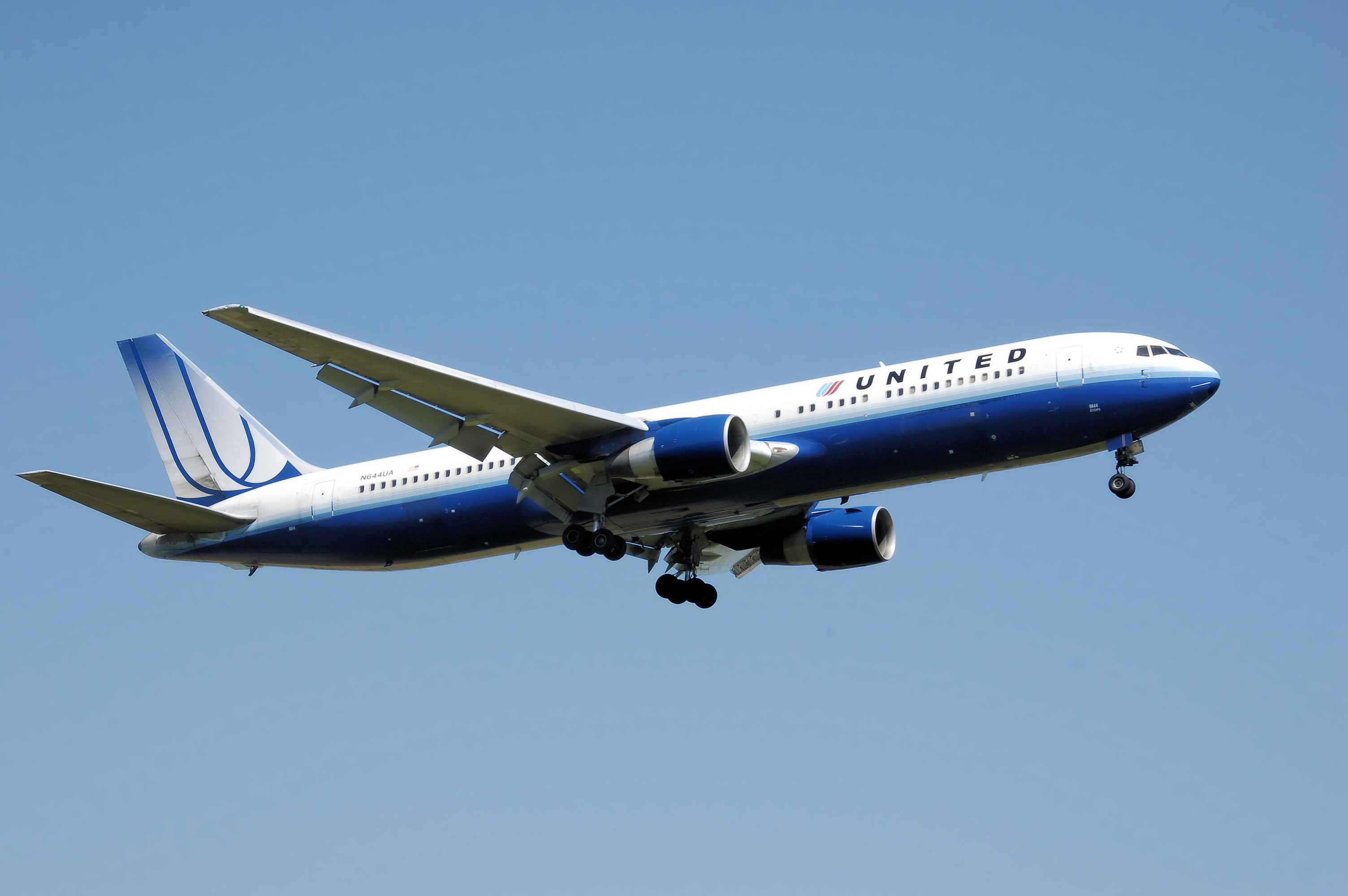
Boeing 767-300 lądujący na lotnisku w Londynie

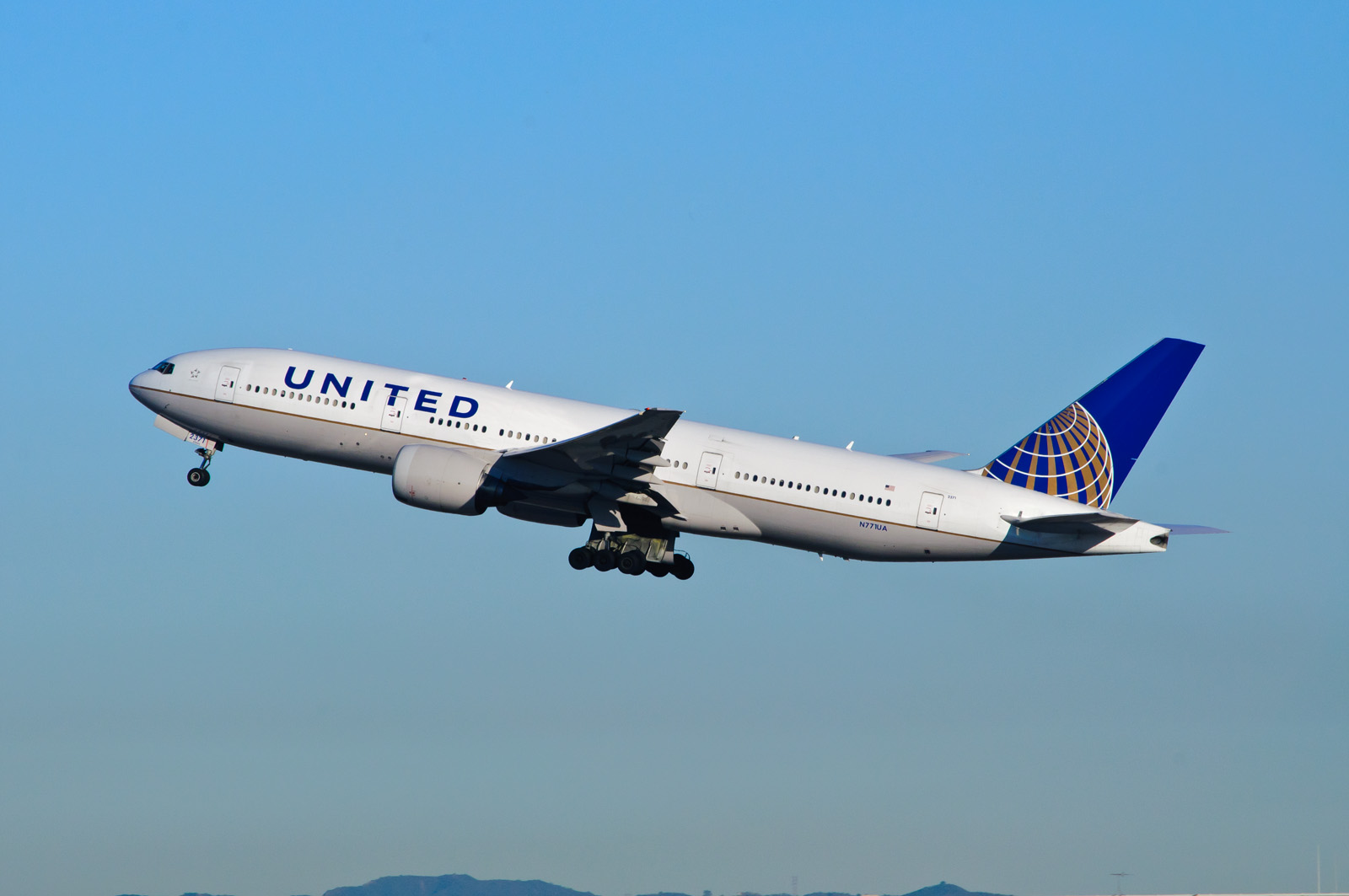
Boeing 777-200

Po wojnie weszło wiele nowych technologii, które zaczęto wykorzystywać w lotnictwie np. kabinę ciśnieniową. W okresie powojennym kilkakrotnie wzrosło zapotrzebowanie na nowe połączenia lotnicze.
1 listopada 1955 samolot Douglas DC-6 lecący z Denver do Portland został zbombardowany w czasie lotu przez bombę, która znajdowała się na pokładzie samolotu. Sprawcę wybuchu aresztowano, a następnie postawiono mu zarzuty.
1 czerwca 1961 linie United Airlines połączyły się z liniami Capital Airlines i stały się drugą co do wielkości linią lotniczą na świecie, za Aerofłotem.
Od 1960 r. United Airlines wnioskowały o otwarcie połączeń międzynarodowych, ale nie otrzymały na to zgody Transpacific Route Case. Udało się to dopiero w 1983, kiedy United otworzyły pierwszą trasę międzynarodową z Portland i Seattle do Tokio.
W maju 1981 linie United tydzień po American Airlines wprowadziły program lojalnościowy o nazwie Mileage Plus, który miał rywalizować z programem AAdvantage. W 1982 linie United Airlines pierwsze odbierają nowy samolot Boeinga, model Boeing 767-200.
17 maja 1985 piloci z United Airlines rozpoczęli 29-dniowy strajk, twierdząc, że dyrektor generalny Richard Ferris, starał się „złamać związki zawodowe”.
W 1988 Boeing 747 SP-21 United Airlines odkupiony od Pan Am ustanowił rekord świata, ponieważ poleciał dookoła świata, tylko z dwukrotnym międzylądowaniem na uzupełnienie paliwa, co dało najszybszy czas okrążenia Ziemi. Lot odbył się, aby zebrać środki pieniężne dla Friendship Foundation. Rekord ten miesiąc później został pobity przez samolot Gulfstream IV.
Zła sytuacja Pan Am nadal stwarzała nowe możliwości dla United. W 1991 linie United Airlines kupiły trasy przewoźnika Pan Am na lotnisko Londyn-Heathrow. Jednak w latach 1991 i 1992 linie United odnotowały duże straty w związku z wojną nad zatoką Perską oraz konkurencją ze strony tanich linii lotniczych. Po upadku Pan Am United kupuje trasy na Karaiby i do Miami. Uruchamia je miesiąc po upadku Pan Am. W 1993 linie wprowadziły nowe barwy samolotów w kolorze szaro-niebieskim, które krytykowano, iż podczas nocnych operacji schemat kolorów miesza się.
W 1997 United Airlines wspólnie z Air Canada, Lufthansą, Scandinavian Airlines System i Thai Airways International zakładają sojusz lotniczy Star Alliance. W tym samym roku United otworzył swój kolejny węzeł w porcie lotniczym Los Angeles.
W 1998 Linie United wraz z liniami Delta Air Lines zawarły umowę partnerstwa strategicznego, które obejmowało połączenie się programów lojalnościowych SkyMiles i Mileage Plus i wspólne salony dla klientów. Rozwiązanie umowy partnerstwa strategicznego nastąpiło w 2003, i utorowało drogę do przyszłego sojuszu z US Airways. W maju 2000 ponownie został utworzony spór między pilotami a zarządem linii lotniczych United.

### 11 września 2001
11 września 2001 doszło do zamachu terrorystycznego na World Trade Center. W ataku terrorystycznym zostały porwane dwa samoloty United Airlines przez terrorystów z Al-Kaidy. Lot UA 175 obsługiwany był przez Boeinga 767-200ER, który uderzył w wieżę WTC, natomiast drugi samolot Boeing 757, który obsługiwał lot UA 93, rozbił się w Pensylwanii.

### Po 11 września 2001
Po 11 września 2001 linie United Airlines napotkał kryzys. Po zamachu podrożała ropa naftowa, a co za tym idzie paliwo lotnicze również podrożało. Linie musiały zredukować swoją flotę z 557 samolotów do 460. Linie zredukowały również liczbę pracowników, połączeń oraz biur przewoźnika w wielu amerykańskich miastach. Przewoźnik w 2003 utworzył tanie linie lotnicze Ted, które miały konkurować z innymi tanimi liniami lotniczymi. Przewoźnik jednak z roku na rok odrabiał straty. W maju 2004 wprowadzono nowe malowanie dla samolotów, które było częścią nowego marketingu zaplanowanego przez United. Sąd upadłościowy dopiero 20 stycznia 2006 zatwierdził plan restrukturyzacji. Od tego czasu linie United Airlines mogły znowu normalnie funkcjonować. 9 grudnia 2004 linie United otworzyły połączenie z San Francisco przez Hongkong do miasta Ho Chi Minh w Wietnamie.
4 czerwca 2008 United poinformował o zakończeniu działalności taniego przewoźnika Ted, należącego do United, w celu wycofania samolotów Boeing 737.
Zredukowano również liczbę samolotów Boeing 747. Po zredukowaniu samolotów flota United Airlines liczyła 359 samolotów.
20 czerwca 2008 United poinformował o zamknięciu dwóch międzynarodowych tras: San Francisco – Nagoja i Chicago – Meksyk.
W styczniu 2009 United zawarł porozumienie z liniami Aer Lingus, które obsługują połączenie z Waszyngtonu do Madrytu. Linie United na tej trasie sprzedają bilety jako połączenie codeshare z liniami Aer Lingus. Również w tym roku linie United zawarły szeroką współpracę z liniami Continental Airlines, obejmowało ono m.in. połączenia codeshare.
4 maja 2010 ogłoszono połączenie dwóch amerykańskich przewoźników lotniczych, linii United Airlines i Continental Airlines. Dzięki połączeniu powstał holding lotniczy o nazwie United Continental Holdings, który dysponował flotą 692 samolotów, od 2019 funkcjonuje pod nazwą United Airlines Holdings.

## Kierunki lotów
Według stanu na czerwiec 2025 flota United Airlines obsługiwała regularne połączenia na 220 kierunkach krajowych i 149 międzynarodowych w 77 krajach na 7 kontynentach.

## Linie partnerskie
United Airlines posiada porozumienia w formule codeshare z następującymi liniami lotniczymi:
| - Aer Lingus - Air Canada - Air China - Air New Zealand - ANA - Asiana Airlines - Austrian Airlines - Avianca | - Brussels Airlines - Cape Air - CommutAir - Copa Airlines - Croatia Airlines - EgyptAir - EVA Air - Hawaiian Airlines | - LOT - Lufthansa - Silver Airways - South African Airways - SWISS - TAP Portugal - Turkish Airlines |

## Flota
Według stanu na sierpień 2025 flota United Airlines składała się z 1043 samolotów o średnim wieku 15,8 lat:
| Samolot                  | Samolot | Samolot   | Liczba miejsc | Liczba miejsc | Liczba miejsc | Liczba miejsc | Liczba miejsc | Liczba miejsc | Uwagi                                          |
| Model                    | Aktywne | Zamówione | B             | F             | P             | E+            | E             | Łącznie       | Uwagi                                          |
| ------------------------ | ------- | --------- | ------------- | ------------- | ------------- | ------------- | ------------- | ------------- | ---------------------------------------------- |
| Airbus A319-100          | 81      | –         | –             | 12            | –             | 36            | 126           | 126           |                                                |
| Airbus A320-200          | 75      | –         | –             | 12            | –             | 42            | 96            | 150           |                                                |
| Airbus A321neo           | 43      | 123       | –             | 20            | –             | 57            | 123           | 200           | Planowane dostarczenie w latach 2023-2030      |
| Boeing 737-700           | 40      | –         | –             | 12            | –             | 36            | 78            | 126           |                                                |
| Boeing 737-800           | 141     | –         | –             | 16            | –             | 48            | 102           | 166           |                                                |
| Boeing 737-900           | 12      | –         | –             | 20            | –             | 45            | 114           | 179           |                                                |
| Boeing 737-900ER         | 136     | –         | –             | 20            | –             | 42            | 117           | 179           |                                                |
| Boeing 737 MAX 8         | 123     | –         | –             | 16            | –             | 54            | 96            | 166           |                                                |
| Boeing 737 MAX 9         | 104     | 18        | –             | 20            | –             | 45            | 114           | 176           |                                                |
| Boeing 737 MAX 10        | –       | 16        | –             | 20            | –             | 64            | 104           | 188           |                                                |
| Boeing 757-200           | 40      | –         | 16            | –             | –             | 42            | 118           | 176           |                                                |
| Boeing 757-300           | 21      | –         | –             | 24            | –             | 54            | 156           | 234           |                                                |
| Boeing 767-300           | 13      | –         | 30            | –             | 24            | 32            | 113           | 199           | Planowane wycofanie do końca 2032              |
| Boeing 767-300           | 24      | –         | 46            | –             | 22            | 43            | 56            | 167           | Planowane wycofanie do końca 2032              |
| Boeing 767-400           | 16      | –         | 34            | –             | 24            | 48            | 125           | 231           | Planowane wycofanie do końca 2032              |
| Boeing 777-200           | 4       | –         | –             | 32            | –             | 124           | 206           | 362           | Konfiguracja miejsc dla lotów krajowych        |
| Boeing 777-200           | 19      | –         | –             | 28            | –             | 102           | 234           | 364           | Konfiguracja miejsc dla lotów krajowych        |
| Boeing 777-200           | 51      | –         | 50            | –             | 24            | 46            | 156           | 276           | Konfiguracja miejsc dla lotów międzynarodowych |
| Boeing 777-300ER         | 22      | –         | 60            | –             | 24            | 62            | 204           | 350           |                                                |
| Boeing 787-8 Dreamliner  | 12      | 93        | 28            | –             | 21            | 36            | 158           | 243           | Planowane dostarczenie w latach 2024-2032      |
| Boeing 787-9 Dreamliner  | 45      | 93        | 48            | –             | 21            | 39            | 149           | 257           | Planowane dostarczenie w latach 2024-2032      |
| Boeing 787-10 Dreamliner | 21      | 93        | 44            | –             | 21            | 54            | 199           | 318           | Planowane dostarczenie w latach 2024-2032      |
| Łącznie                  | 1043    | 250       |               |               |               |               |               |               |                                                |

### United Express
Samoloty te nie należą do bezpośrednio do linii United Airlines, a do regionalnych przewoźników zakontraktowanych i operujących dla oddzielnej spółki United Express.
Według stanu na sierpień 2025 flota ta składała się z 465 samolotów o średnim wieku 14,3 lat:
| Samolot            | Samolot | Samolot   | Liczba miejsc | Liczba miejsc | Liczba miejsc | Liczba miejsc | Uwagi |
| Model              | Aktywne | Zamówione | F             | E+            | E             | Łącznie       | Uwagi |
| ------------------ | ------- | --------- | ------------- | ------------- | ------------- | ------------- | ----- |
| Bombardier CRJ-200 | 78      | –         | –             | –             | 50            | 50            |       |
| Bombardier CRJ-700 | 81      | 8         | 6             | 16            | 48            | 70            |       |
| Embraer ERJ-145    | 64      | –         | –             | 6             | 44            | 50            |       |
| Embraer ERJ-170    | 9       | –         | 6             | 16            | 48            | 70            |       |
| Embraer ERJ-175    | 233     | –         | 12            | 32            | 26            | 70            |       |
| Embraer ERJ-175    | 233     | –         | 12            | 16            | 48            | 76            |       |
| Łącznie            | 465     | 8         |               |               |               |               |       |

## Katastrofy i wypadki lotnicze
- 10 października 1933 – Boeing 247 lecący z Nowego Jorku rozbił się w okolicy miasta Chesterton w stanie Indiana, po wybuchu bomby na pokładzie. Zginęło 7 osób.
- 7 października 1935 – Boeing 247 lecący z Salt Lake City rozbił się niedaleko miasta Cheyenne. Przyczyną był błąd pilota. Zginęło 12 osób.
- 29 maja 1947 – Lot United Airlines 521 obsługiwany przez Douglasa DC-4 z Nowego Jorku do Cleveland. Samolot podczas startu nie wzniósł się w powietrze. Przekroczył limit drogi startowej po czym się rozbił. Zginęły 42 osoby.
- 17 czerwca 1948 – Lot UA 624 z San Diego do Nowego Jorku obsługiwany przez Douglasa DC-6. Samolot rozbił się w Pensylwanii zabijając 43 osoby. Najprawdopodobniej przyczyną był pożar w samolocie.
- 30 czerwca 1951 – Lot UA 610 z San Francisco do Chicago obsługiwany przez samolot Douglas DC-6. W wyniku błędu pilota samolot uderzył w górę w okolicach miasta Denver. Zginęło 50 osób.
- 24 sierpnia 1951 – Lot UA 615, Douglas DC-6 lecący z Bostonu do San Francisco. Samolot rozbił się w pobliżu Oakland. Wszystkie 50 osób, które znajdowały się na pokładzie, zginęły w katastrofie.
- 6 października 1955 – Lot UA 409, Douglas DC-4 lecący z Denver do Salt Lake City. Samolot rozbił się w pobliżu Centennial zabijając 66 osób na pokładzie. W tym czasie była to największa katastrofa lotnicza w USA.
- 1 listopada 1955 – Lot UA 629, Douglas DC-6 lecący na trasie z Denver do Portland. W samolocie została zdetonowana bomba, zabijając wszystkie 44 osoby na pokładzie.
- 30 czerwca 1956 – Lot UA 718 Douglas DC-7 lecący z Los Angeles do Chicago zderzył się w powietrzu z samolotem Lockheed L-1049 Super Constellation należącym do linii lotniczych TWA. W wyniku katastrofy śmierć poniosło 128 osób. W tym okresie była to największa katastrofa lotnicza w USA.
- 21 kwietnia 1958 – Lot UA 736 Douglas DC-7, który leciał do Denver rozbił się w powietrzu nad Clark County, zderzając się z wojskowym myśliwcem. Zginęło wtedy 49 osób.
- 16 grudnia 1960 – Lot UA 826, który obsługiwał odrzutowiec Douglas DC-8. W tym dniu nad Nowym Jorkiem znowu zderzyły się samoloty linii United i samolot Lockheed L-1049 Super Constellation linii TWA. Zginęły łącznie 134 osoby.
- 11 lipca 1961 – Lot UA 859, Douglas DC-8 rozbił się podczas lądowania na lotnisku w Denver. Zginęło 18 osób (w tym jedna na ziemi), a 104 osoby zostały ranne w wyniku katastrofy.
- 9 lipca 1964 – Lot UA 823, Vickers Viscount lecący z Filadelfii do Huntsville rozbił się w okolicy miasta Parrottsville. Przyczyną katastrofy był pożar na pokładzie. Zginęło 39 osób.
- 11 listopada 1965 – Lot UA 227, Boeing 727 lecący z Nowego Jorku do San Francisco z międzylądowaniem w Salt Lake City. Samolot rozbił się podczas próby lądowania na lotnisku w Salt Lake City. Zginęły 43 osoby, a 48 zostało rannych.
- 18 stycznia 1969 – Lot UA 266 obsługiwany przez Boeinga 727. 4 minuty po starcie z Los Angeles samolot uległ katastrofie i zatonął na dnie Pacyfiku. Przyczyną katastrofy był pożar. Zginęło 38 osób.
- 8 grudnia 1972 – Lot UA 553, Boeing 737-200 lecący z Waszyngtonu do Chicago. Samolot rozbił się podczas podchodzenia do lądowania na lotnisku w Chicago, piloci przerwali podejście po czym samolot rozbił się o drzewa i domy. Zginęło 45 osób (w tym dwie na ziemi), a 18 zostało rannych.
- 28 grudnia 1978 – Lot UA 173, samolot Douglas DC-8 lecący z Denver do Portland. Podczas lądowania w Portland w kokpicie włączyła się sygnalizacja niewysuniętego podwozia. Samolot krążył nad lotniskiem, a załoga badała problem. Po godzinie lotu w samolocie zabrakło paliwa. Samolot rozbił się zabijając 10 osób, a raniąc 24 spośród 189 osób na pokładzie.
- 19 lipca 1989 – Lot UA 232 obsługiwany przez McDonnell Douglas DC-10. Samolot leciał z Denver do Filadelfii. Podczas lotu awarii uległ silnik nr 2 oraz układ hydrauliczny sterowania samolotem. samolot podchodził awaryjnie do lądowania na lotnisku w Sioux City. Samolot rozbił się podczas lądowania. Zginęło 112 osób, a 184 osoby zostały ranne.
- 3 marca 1991 – Lot UA 585. Boeing 737-200 lecący z Denver do Colorado Springs. Samolot rozbił się podczas lądowania w Colorado Springs, ponieważ uszkodzone zostały systemy odpowiadające za sterowanie samolotu. Zginęło 25 osób.
- 11 września 2001 – Lot UA 93 i UA 175. Samoloty Boeing 767-300ER i Boeing 757 zostały porwane i użyte do zamachu terrorystycznego. Jeden na World Trade Center, a drugi przeznaczony był na Waszyngton. Pasażerowie odbili samolot zapobiegając następnemu uderzeniu. Samolot rozbił się na polach w Pensylwanii.